# Закон України «Про засади внутрішньої і зовнішньої політики»
Закон України «Про засади внутрішньої і зовнішньої політики» — визначає засади внутрішньої політики України у сферах розбудови державності, розвитку місцевого самоврядування та стимулювання розвитку регіонів, формування інститутів громадянського суспільства, національної безпеки і оборони, в економічній, соціальній і гуманітарній сферах, в екологічній сфері та сфері техногенної безпеки, а також засади зовнішньої політики України.
Закон прийнятий 1 липня 2010 року за N 2411-VI.

## Зміст закону
Серед основних засад зовнішньої політики закон визначає поглиблення співпраці з Організацією Північноатлантичного договору з метою досягнення критеріїв, необхідних для набуття членства у цій організації.